# Ratoeira
Ratoeira is een plaats (freguesia) in de Portugese gemeente Celorico da Beira en telt 292 inwoners (2001).